# Billy Graham (lutador)
Eldridge Wayne Coleman (Phoenix, 10 de setembro de 1943 – Phoenix, 17 de maio de 2023), mais conhecido pelo seu ring name "Superstar" Billy Graham, foi um lutador estadunidense. Graham já foi WWF Champion, e foi indicado ao WWE Hall of Fame em 2004.
Tem como movimento de finalização o GTS, também utilizado por KENTA e CM Punk.
Movimentos Secundários:
Hey Wee (WWF - Full Nelson com um Backbreaker)

## Morte
Graham morreu no dia 17 de maio de 2023, aos 79 anos.